# Northesk
Northesk es una parroquia canadiense situada en la provincia de Nuevo Brunswick.

## Superficie
Northesk tiene una superficie de 3346,76 km².

## Demografía
En 2021, tenía 2169 habitantes, una densidad poblacional de 0,6 hab./km², y 1069 viviendas.